# 신경준
신경준(申景濬, 1712년 5월 19일(음력 4월 15일)~1781년 6월 12일(음력 5월 21일))은 조선 후기의 문신·실학자·지리학자로서, 자는 순민(舜民), 호는 여암(旅庵), 본관은 고령(高靈)이다.

## 생애

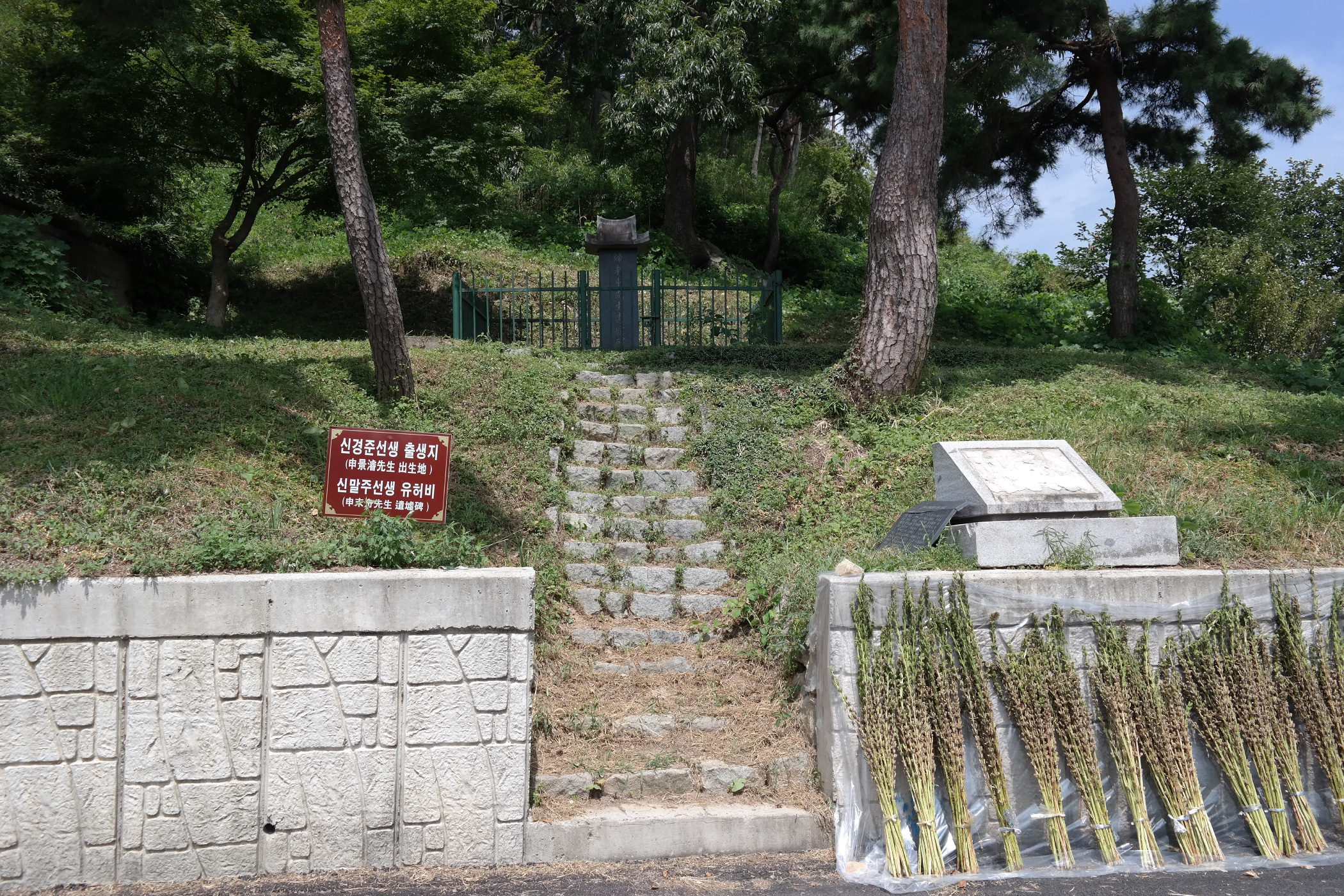
전북 순창에 있는 신경준의 출생지.

신숙주(申叔舟)의 아우인 신말주(申末舟)의 11대손으로 진사 내(淶)의 아들로 태어났다. 어머니는 한산 이씨로 이의홍(李儀鴻)의 딸이다. 1754년(영조 30년) 문과에 급제한 이래 전적(典籍)·정언(正言)·장령(掌令)·사간 등을 역임했다. 33세 때까지 여러 곳으로 옮겨 다니다가 33세부터 43세까지 고향에 묻혀 살면서 저술에 힘써 대부분의 저술은 이 시기에 이루워졌다.
특히 1750년(영조 26년)에 지은 《훈민정음 운해(訓民正音韻解)》는 훈민정음을 한자어 음운으로 도표를 만들어 소개한 책으로 한글에 대한 과학적 연구의 큰 업적을 남겼다. 1770년(영조 46년) 《문헌비고(文獻備考)》를 편찬할 때 〈여지고〉(輿地考)를 담당, 《팔도지도(八道地圖)》, 《동국여지도(東國輿地圖)》를 완성하였다.
그 후 여러 곳의 지방관을 지내다가 1779년(정조 3년) 고향 순창에 돌아가 살았다.

## 평가

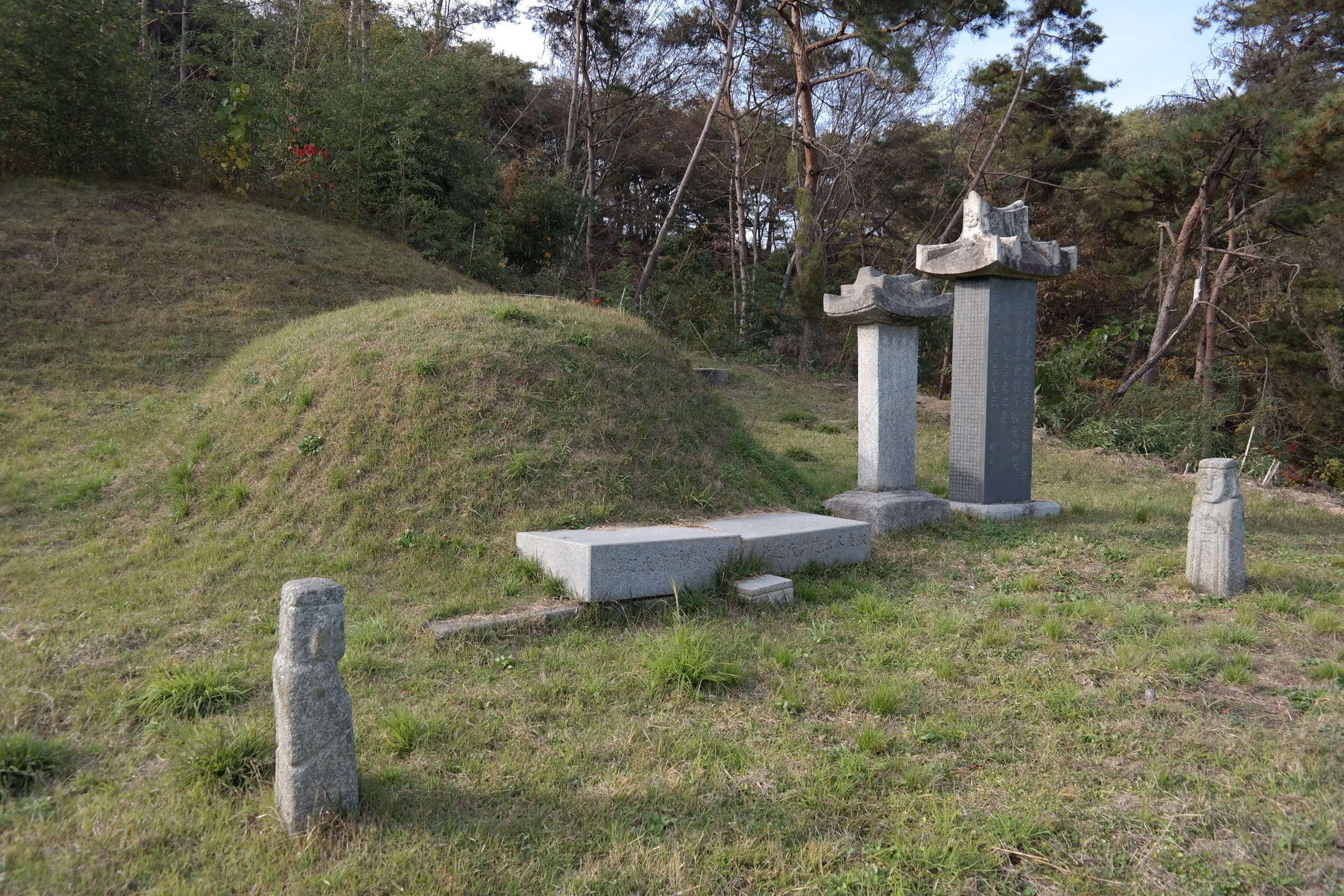
신경준의 무덤.

학문이 뛰어나고 지식이 해박하여 관직과 성률(聲律)·의복(醫卜)·법률·기서(奇書)에까지 통달했으며, 실학 사상에 근거한 고증학적 방법으로 지리학을 개척했다.
특히 조선의 산맥 체계를 도표로 정리한 책으로 조선(朝鮮) 시대(時代) 21대 영조(英祖) 때 신경준이 편찬한 것으로 알려진 『산경표』(山經表)는 한반도 멧줄기의 발원지와 분포를 강물의 수계를 따져 가계도처럼 그림으로 표시한 것이다.
산줄기의 표현을 족보(族譜) 기술식으로 정리하여 어떤 유역들을 거느리며 변형되고 생성해 왔는지를 상세히 밝히고 있고 표의 기재 양식은 상단에 대간(大幹)·정맥(正脈)을 산경을 바탕으로 옆에 거리(이수(里數))를 부기해서 이를 펼치면 조선의 옛 지도에 나타난 산맥들을 산줄기와 하천 줄기를 중심으로 모든 구역의 경계가 나오도록 도표화했다는 특징을 가지고 있다.
사실 『산경표』는 『산경표』의 저자와 간행 시기는 아직까지 명확하게 밝혀지지는 않았다. 하지만 여러 가지 의견으로 신경준 연구가들은 여러 정황으로 미루어보아 『산경표』의 저자가 신경준이라고 주장하고 있다. 그래서 시대 상황으로 미루어 보아 조선조 후기 영조 때의 실학파 지리학자 신경준의 『여지고』(輿地考)를 바탕으로 후대 사람이 쓴 책이라는 정도만 알려져 있기도 하다.
지금까지 전하는 대표적인 『산경표』의 본(本)은 세 가지, 규장각 『해동도리보』(海東道里譜) 중의 『산경표』, 장서각의 『여지편람』(與地便覽) 중의 『산경표』, 영인본으로 조선광문회 최남선이 1913년에 간행한 『산경표』가 있으나 모두 같은 내용으로 전국의 산줄기를 하나의 대간, 하나의 정간, 13개의 정맥으로 규정하고 여기에서 다시 가지쳐 뻗은 기맥을 기록하였고 모든 산맥의 연결은 자연 지명인 산 이름, 고개 이름 등을 원본대로 족보 기술식으로 정리하였다.

## 가족 관계
- 고조부 : 신중황(申仲潢) - 신말주(申末舟)의 8대손
  - 증조부 : 신운(申澐)
    - 할아버지 : 신선영(申善泳)
      - 아버지 : 신내(申淶)
      - 어머니 : 이의홍(儀鴻)의 딸, 한산이씨
        - 부인 : 이형만(李亨晩)의 딸

## 저서
- ≪운해훈민정음≫(행장에서는 오성음운(五聲韻解)으로 기록)
- ≪일본증운 日本證韻≫
- ≪언서음해 諺書音解≫(유고목록에서는 동음해(東音解)로 기록)
- ≪평측운호거 平仄韻互擧≫
- ≪거제책 車制策≫
- ≪병선책 兵船策≫
- ≪수차도설 水車圖說≫
- ≪논선거비어 論船車備禦≫
- ≪의표도 儀表圖≫
- ≪부앙도 頫仰圖≫
- ≪소사문답 素沙問答≫
- ≪직서 稷書≫
- ≪장자변해 莊子辨解≫
- ≪강계지 疆界志 또는 疆界考≫
- ≪산수경 山水經≫
- ≪도로고 道路考≫
- ≪산수위 山水緯≫(여암전서(旅菴全書)에서는 산수고(山水考)로 통합)
- ≪사연고 四沿考≫
- ≪가람고 伽藍考≫
- ≪군현지제 郡縣之制≫[2]

## 같이 보기
- 산경표
- 훈민정음
- 훈민정음 운해
- 신경준 고지도